# Station Kwatrecht
Station Kwatrecht is een spoorwegstation langs spoorlijn 50 (Brussel - Gent) in Kwatrecht, een gehucht van de gemeente Wetteren. Met zo'n honderd passagiers per gemiddelde werkdag is Kwatrecht een van de kleinere stations in Vlaanderen. Het station is vrijwel volledig gericht op het Medisch-Pedagogisch Instituut (MPI) Sint-Lodewijk.
Alhoewel Kwatrecht langs spoorlijn 50 (Brussel-Aalst-Gent) ligt stoppen enkel de L-treinen van en naar Dendermonde-Mechelen (spoorlijn 53 Schellebelle-Mechelen) er.
Kwatrecht beschikt over 2 perrons die op een brug liggen. Parallel aan de brugdoorgang bevindt zich een verbindingstunnel alwaar de sporen bereikt kunnen worden en er infoborden uitgestald staan. De trappen naar de perrons toe zijn in zeer slechte staat en brokkelen af. Momenteel is men bezig aan de renovatie van de trappenhal en inkom. Ook aan de andere kant van de perrons is er een doorgang onder de sporen.

## Geschiedenis

#### Originele station
Het station werd geopend in 1866. Mogelijk heeft er voor de jaren 1880-1890 al een stationsgebouw gestaan, gedurende welke tijd het station een gebouw kreeg van het type 1881, identiek aan 24 andere Belgische stations.

#### Herbouwd station
In 1938 werd het station herbouwd toen de lijn werd verhoogd om verschillende overwegen te verwijderen, vervolgens werd een verhoogd station in modernistische stijl gebouwd. Het omvat een brug en perrons die gedeeltelijk op een betonnen muur zijn gebouwd, evenals trappen met daarrond een kleine toren en luifels. Ter vervanging van het oude stationsgebouw werd een klein gebouw gebouwd waarin een loket was gevestigd.
In de linker brugstijl van het spoorwegviaduct zat een bunker verborgen, die bestaat nog steeds en werd in 2013 opgeknapt.
Momenteel zijn de brug, perrons, luifels, trappen en balustrades van het station uit 1938 nog aanwezig, maar het gebouw waarin het loket was gevestigd is gesloopt, evenals de torens die de trappen waarin de trappen zich bevonden.
| |  |  |
| Links: Een postkaart van het voormalige station, met het stationsgebouw van het type 1881 en de overweg over de Brusselsesteenweg. Rechts: Hetzelfde perspectief in 2009, het station is nu gelegen op een brug en de overweg is verdwenen. Onder het blauwe bord is de schietopening van de bunker te zien. |  |  |

## Treindienst
| Serie       | Treinsoort          | Route | Bijzonderheden |
| ----------- | ------------------- | --- | --- |
| L 550       | L-trein (NMBS)      | Mechelen – Dendermonde – Kwatrecht – Gent-Sint-Pieters – Brugge – [ Zeebrugge-Strand ] / [ Zeebrugge-Dorp ] | Rijdt in het weekend tussen Zeebrugge-Strand - Gent-Sint-Pieters. Rijdt enkel in juli en augustus in de week tussen Zeebrugge-Strand - Mechelen. |
| L 850       | L-trein (NMBS)      | Mechelen – Dendermonde – Kwatrecht – Gent-Sint-Pieters – Kortrijk                                           | Rijdt alleen in het weekend. |
| P 7010/8010 | Piekuurtrein (NMBS) | [ Gent-Sint-Pieters – ] / [ Sint-Niklaas – Gent-Dampoort – ] Kwatrecht – Brussel-Zuid – Schaarbeek          | Rijdt alleen op werkdagen. Een trein vanaf Sint-Niklaas.                                                                                         |
| P 7970/8970 | Piekuurtrein (NMBS) | Geraardsbergen – Denderleeuw – Kwatrecht – Gent-Sint-Pieters                                                | Rijdt alleen op werkdagen. |

## Reizigerstellingen
De grafiek en tabel geven het gemiddeld aantal instappende reizigers weer op een week-, zater- en zondag.
| Tabel: aantal instappende reizigers station Kwatrecht | Tabel: aantal instappende reizigers station Kwatrecht | Tabel: aantal instappende reizigers station Kwatrecht | Tabel: aantal instappende reizigers station Kwatrecht |
|                                                       | Weekdag                                               | Zaterdag                                              | Zondag                                                |
| ----------------------------------------------------- | ----------------------------------------------------- | ----------------------------------------------------- | ----------------------------------------------------- |
| 1977                                                  | 255                                                   | 69                                                    | 37                                                    |
| 1978                                                  | 259                                                   | 35                                                    | 32                                                    |
| 1979                                                  | 242                                                   | 28                                                    | 39                                                    |
| 1980                                                  | 255                                                   | 13                                                    | 37                                                    |
| 1981                                                  | 241                                                   | 57                                                    | 49                                                    |
| 1982                                                  | 193                                                   | 47                                                    | 34                                                    |
| 1983                                                  | 205                                                   | 52                                                    | 21                                                    |
| 1984                                                  | 159                                                   | 35                                                    | 33                                                    |
| 1985                                                  | 157                                                   | 40                                                    | 34                                                    |
| 1986                                                  | 169                                                   | 30                                                    | 29                                                    |
| 1987                                                  | 169                                                   | 31                                                    | 34                                                    |
| 1988                                                  | 162                                                   | 42                                                    | 55                                                    |
| 1989                                                  | 127                                                   | 36                                                    | 29                                                    |
| 1990                                                  | 129                                                   | 31                                                    | 25                                                    |
| 1991                                                  | 137                                                   | 35                                                    | 28                                                    |
| 1992                                                  | 153                                                   | 37                                                    | 32                                                    |
| 1993                                                  | 118                                                   | 29                                                    | 22                                                    |
| 1994                                                  | 92                                                    | 33                                                    | 15                                                    |
| 1995                                                  | 95                                                    | 24                                                    | 7                                                     |
| 1996                                                  | 102                                                   | 29                                                    | 12                                                    |
| 1997                                                  | 87                                                    | 33                                                    | 17                                                    |
| 1998                                                  | 101                                                   | 35                                                    | 7                                                     |
| 1999                                                  | 105                                                   | 36                                                    | 20                                                    |
| 2000                                                  | 102                                                   | 32                                                    | 33                                                    |
| 2001                                                  | 109                                                   | 18                                                    | 17                                                    |
| 2002                                                  | 93                                                    | 22                                                    | 18                                                    |
| 2003                                                  | 78                                                    | 28                                                    | 14                                                    |
| 2004                                                  | 84                                                    | 30                                                    | 9                                                     |
| 2005                                                  | 112                                                   | 36                                                    | 20                                                    |
| 2006                                                  | 88                                                    | 40                                                    | 20                                                    |
| 2007                                                  | 96                                                    | 30                                                    | 20                                                    |
| 2008                                                  | -                                                     | -                                                     | -                                                     |
| 2009                                                  | 118                                                   | 30                                                    | 33                                                    |
| 2010                                                  | -                                                     | -                                                     | -                                                     |
| 2011                                                  | -                                                     | -                                                     | -                                                     |
| 2012                                                  | 114                                                   | 35                                                    | 29                                                    |
| 2013                                                  | 78                                                    | 37                                                    | 35                                                    |
| 2014                                                  | 83                                                    | 31                                                    | 14                                                    |
| 2015                                                  | 94                                                    | 59                                                    | 27                                                    |
| 2016                                                  | 113                                                   | 10                                                    | 129                                                   |
| 2017                                                  | 127                                                   | 54                                                    | 41                                                    |
| 2018                                                  | 122                                                   | 23                                                    | 17                                                    |
| 2019                                                  | 84                                                    | 43                                                    | 54                                                    |
| 2020                                                  | 81                                                    | 20                                                    | 25                                                    |
| 2021                                                  | -                                                     | -                                                     | -                                                     |
| 2022                                                  | 195                                                   | 68                                                    | 53                                                    |
| 2023                                                  | 180                                                   | 53                                                    | 49                                                    |
| 2024                                                  | 170                                                   | 93                                                    | 86                                                    |

## Galerij

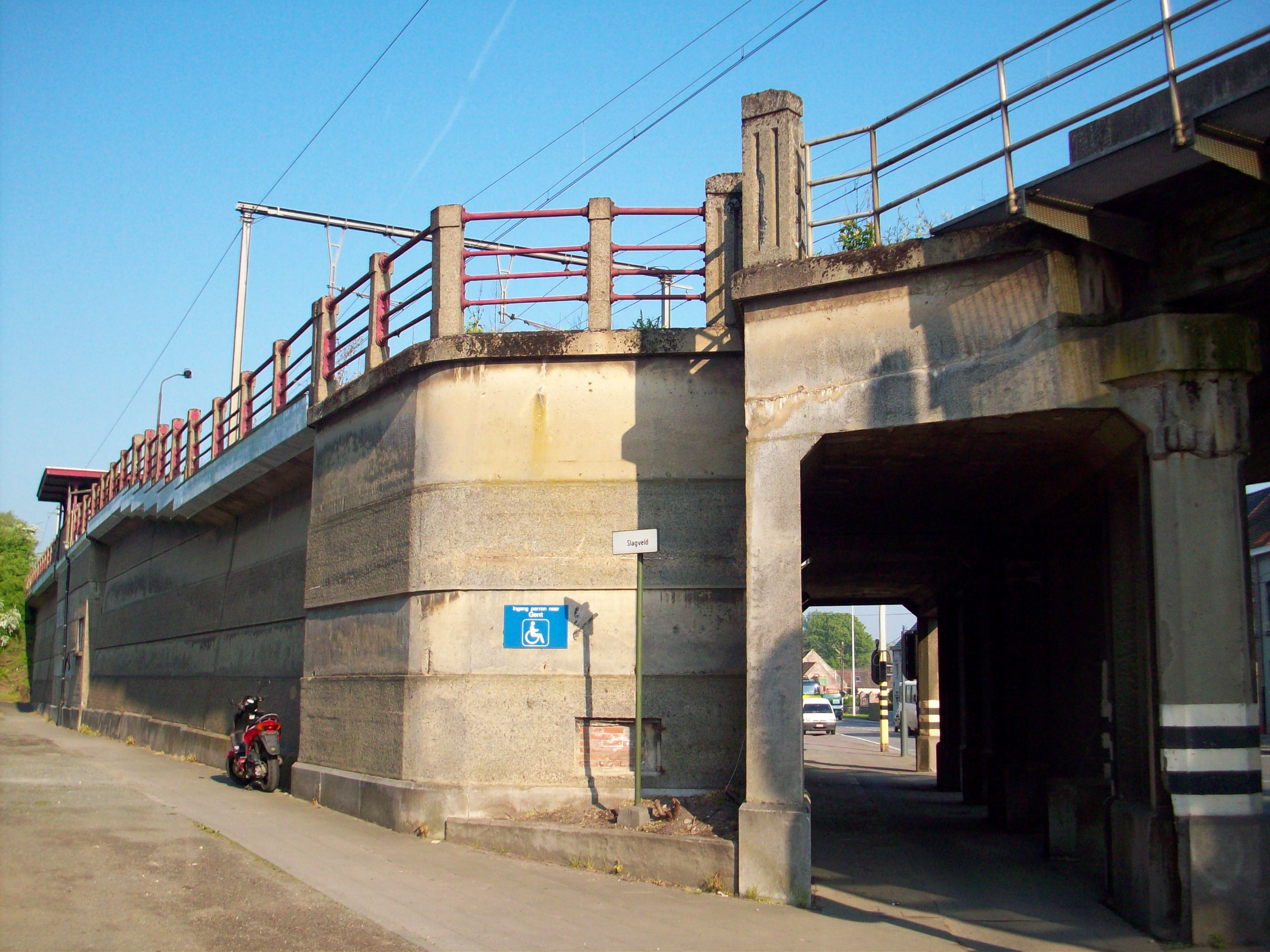
Kwatrecht is gelegen op een brug
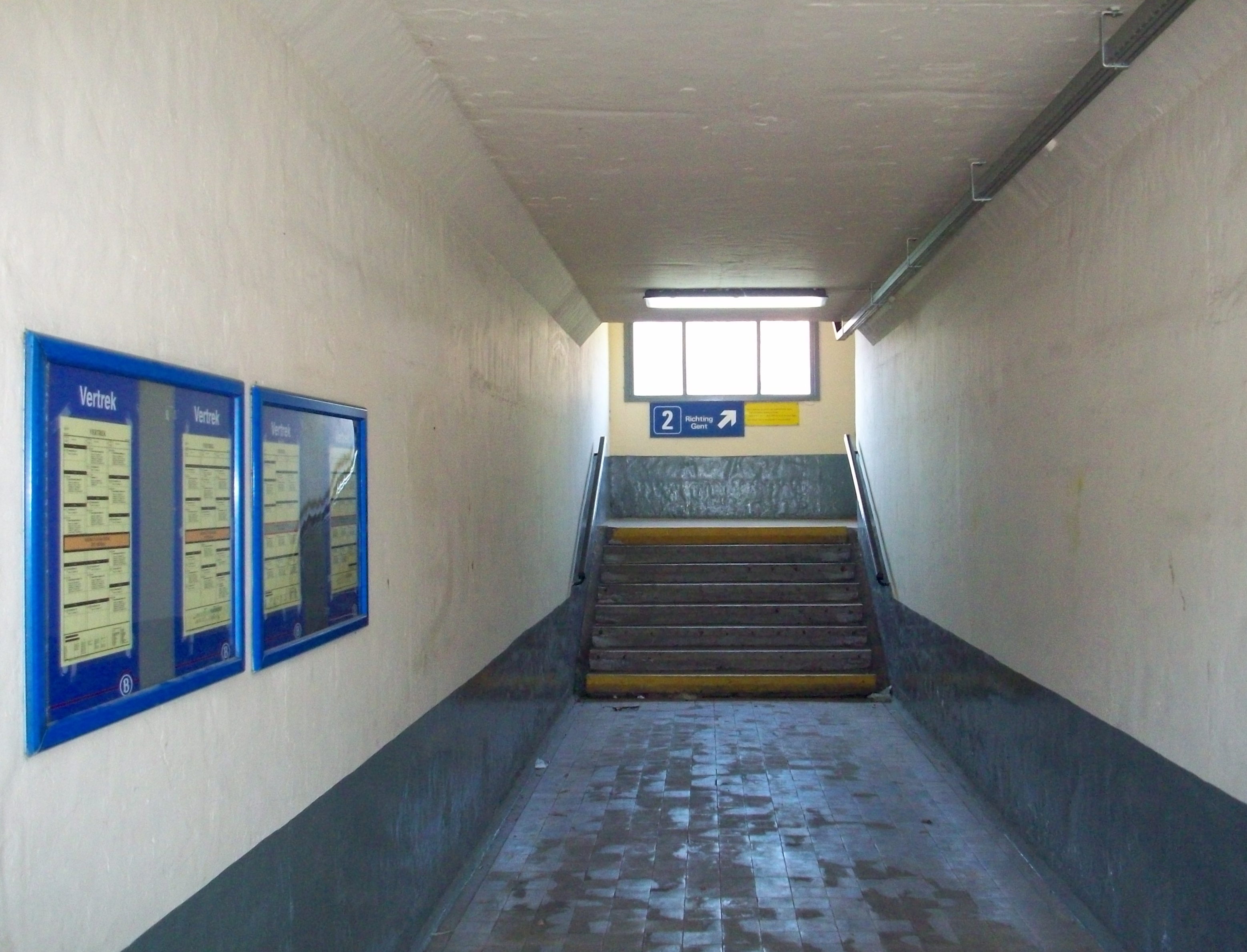
Verbindingsgang onder de sporen
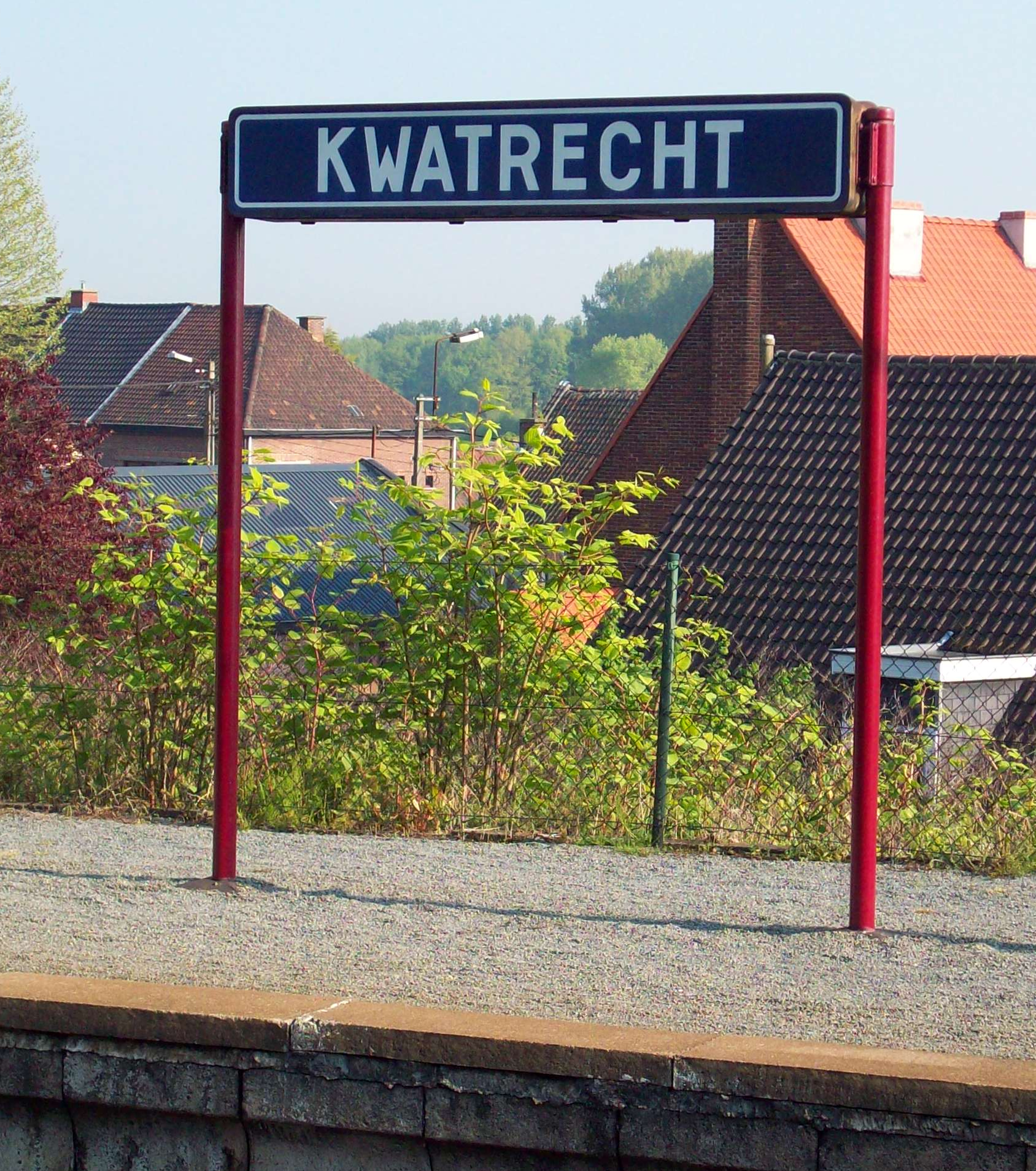
Naambord station Kwatrecht

0,0: Brussel-Noord ·
1,0: Koninklijk Station ·
2,4: Laken ·
3,2: Bockstael ·
4,1: Jette ·
7,6: Sint-Agatha-Berchem ·
8,9: Groot-Bijgaarden ·
11,0: Dilbeek ·
13,7: Sint-Martens-Bodegem ·
15,6: Ternat-Brusselsesteenweg ·
16,7: Ternat ·
20,3: Essene-Lombeek ·
21,9: Liedekerke ·
23,8: Denderleeuw ·
26,7: Erembodegem ·
29,7: Aalst ·
34,5: Lede ·
37,0: Serskamp ·
40,3: Schellebelle ·
43,1: Wetteren ·
46,9: Kwatrecht ·
49,5: Melle ·
52,6: Merelbeke ·
Ledeberg ·
55,6: Gent-Sint-Pieters